# Молдавская Советская Социалистическая Республика
Молда́вская Сове́тская Социалисти́ческая Респу́блика (Молдавская ССР, МССР, молд. Република Советикэ Сочиалистэ Молдовеняскэ, рум. Republica Sovietică Socialistă Moldovenească, RSS Moldovenească) — одна из республик Союза Советских Социалистических Республик (2 августа 1940 — 27 августа 1991). Располагалась на крайнем юго-западе Европейской части СССР. На западе граничила с Румынией, на востоке, севере и юге — с Украинской ССР. Площадь 33,7 тыс. км². Население 4 млн. 340 тыс. чел. (1989). Столица — город Кишинёв. С 5 июня 1990 года официально называлась Советская Социалистическая Республика Молдова (ССР Молдова, RSS Moldova).
Важные города (тыс. жителей, 1989): Кишинёв (667,1), Тирасполь (181,9), Бельцы (158,5), Бендеры (130,0). За годы Советской власти из бывших сёл и небольших местечек выросли города Рыбница, Унгены, Единцы, Флорешты, Комрат, Чадыр-Лунга.

## Предыстория

### Бессарабия в составе Российской империи
Бессарабия, на большей части территории которой в 1940 году была создана Молдавская ССР, была присоединена к Российской империи в 1812 году, по итогам Бухарестского мирного договора, завершившего Русско-турецкую войну 1806-1812 годов. По Адрианопольскому мирному договору 1829 года к России была присоединена и дельта Дуная.
В 1853 году Россия ввела войска в Молдавское княжество, что привело к Крымской войне. После Парижского договора 1856 года, которым завершилась Крымская война, южная часть региона, прилегавшая к Дунаю и нижнему течению Прута, вошла в состав Молдавского княжества. Россия уступила Молдавии округа городов Кагул, Измаил и основанного генералом Инзовым Болграда. После этих территориальных потерь, Россия не имела доступа к стратегически важному устью Дуная. При этом 40 болгарских и 83 гагаузские колонии подпали под власть Молдавского княжества, являвшегося турецким вассалом, что было негативно воспринято болгарскими колонистами.
По Берлинскому трактату 1878 года, южная Бессарабия без дельты Дуная вновь отошла к России. По переписи 1897 года в Бессарабской губернии было 1 933 436 жителей (991 257 мужчин и 942 179 женщин), из них в городах 304 182  человека (в губернском городе Кишинёве — 108 796 человека). В соответствии с переписью 1897 года, 47,6 % жителей Бессарабии были молдаванами, 19,6 % — украинцами, 11,8% — евреями, 8 %— русскими, 5,3 %— болгарами, 3,1% — немцами, 2,9 %— гагаузами. Численность молдаван снизилась с 1859 года на 7,3 %. Города и большинство сёл были многонациональными. Молдаване, болгары, гагаузы, немцы жили, в основном, в сёлах. 37,2 % горожан составляли евреи, 24,4 %— русские, 15,8 %— украинцы, 14,2 %— молдаване. По мнению некоторых учёных, численность русских в Бессарабии была завышена и составляла менее 8,1 % (155,7 тыс.), так как к русским были причислены часть украинцев и белорусов. По расчётам В. Зеленчука, численность русских равнялась 123,1 тыс. человек. И. В. Табак приводит цифру в 100 тыс. человек. Перепись 1897 года также свидетельствует, что русские играли заметную роль в сферах, связанных с деятельностью государственной администрации, суда, полиции, юридической, общественной и сословной службы, где они составляли более 60 %.

### Молдавская Автономная Социалистическая Советская Республика
В 1917 году, после Октябрьской революции, на территории Бессарабии в составе Российской республики была провозглашена Молдавская Демократическая Республика. 23 января 1918 года республика провозгласила независимость. В последующие недели в ней усиливалось румынское влияние, и 27 марта МДР вошла в состав Румынии.
Советское правительство никогда не признавало соединение Бессарабии с Румынией. В ноте от 1 ноября 1920 года РСФСР выразила решительный протест против аннексии и подтверждающего её Парижского протокола, так как он был заключён другими правительствами. На Венской конференции 1924 года Советское правительство предложило провести в Бессарабии плебисцит, однако Румыния отвергла предложение СССР. Советская сторона доказывала, что Бессарабия была незаконно оккупирована румынскими войсками. В ходе переговоров сторонам удалось договориться о проведении демаркационной линии между государствами по Днестру (хотя СССР по-прежнему считал Бессарабию оккупированной территорией), а также о невозможности решения конфликта силой.
12 октября 1924 года создана Молдавская Автономная Советская Социалистическая Республика в составе Украинской ССР. Включала левобережную часть юридической территории современной Молдавии (бо́льшая часть Приднестровья) и часть современной Украины.

### Присоединение Бессарабии к СССР
26 и 27 июня 1940 года правительство СССР направило правительству Румынии две ноты, в которых требовалось немедленно прекратить оккупацию Бессарабской губернии РСФСР. Коронный совет Румынии, не найдя поддержки у Германии и Италии, был вынужден согласиться с советскими требованиями. В ноте от 28 июня 1940 года правительство Румынии согласилось с предложением о возвращении Бессарабии, а также с порядком и сроками вывода своих войск и администрации. В этот же день, 28 июня, в Бессарабию вступили части Красной Армии.
10 июля было расформировано управление 9-й армии. Территория Бессарабии и войска, оставленные на этой территории, вошли в состав Одесского военного округа.

## История

### Образование Молдавской ССР
2 августа 1940 года на VII сессии Верховного Совета СССР был принят Закон об образовании союзной Молдавской Советской Социалистической Республики.
В состав Молдавской ССР были включены: 6 из 9 уездов бывшей Бессарабской губернии РСФСР (Бельцкий, Бендерский, Кагульский, Кишинёвский,Оргеевский, Сорокский) и 6 из 14 районов бывшей Молдавской АССР (Григориопольский, Дубоссарский, Каменский, Рыбницкий, Слободзейский, Тираспольский. Остальные районы МАССР, а также Аккерманский, Измаильский и Хотинский уезды Бессарабии отошли к Украинской ССР.
Указом Президиума ВС СССР от 04.11.1940 граница между МССР и УССР была изменена. Это произошло после того, как по дополнительному соглашению между Шуленбургом и Молотовым в Германию было переселено немецкое население с Юга Бессарабии (около 100 тыс. чел.) и из Северной Буковины (ок. 14 тыс. чел.). Взамен на освободившихся территориях были организованы совхозы, куда приглашалось население с Украины. К Молдавской ССР отошёл 61 населённый пункт с населением 55 тыс. человек (46 населённых пунктов Бендерского уезда, 1 населённый пункт Кагульского уезда, 14 населённых пунктов бывших районов МАССР). К Украинской ССР отошли 96 населённых пунктов с населением 203 тыс. человек (76 населённых пунктов Хотинского уезда, 6 — Измаильского и 14 — Аккерманского уездов). Эти изменения мотивировались тем, что в населённых пунктах, переданных Молдавской ССР, преобладало молдавское и гагаузское население, а в переданных Украинской ССР — украинское, болгарское и русское население.
В результате территория МССР составила 33,7 тыс. км², население — 2,7 млн человек, из которых 70 % составляли молдаване. Столицей республики стал город Кишинёв. Молдавская ССР после передела Бессарабии потеряла 10 тыс. км² территории и 0,5 млн человек населения.
13 июня 1941 года было депортировано и репрессировано около 30 тысяч человек.

### Бессарабия в годы войны
Население Бессарабии в годы Второй мировой войны участвовало с обеих воюющих сторон. 10 тыс. бессарабцев были призваны в румынскую армию и воевали против СССР, из них 5 тыс. погибло. После занятия Молдавии советскими войсками в 1944 году на фронт ушли 256 800 жителей республики, из которых в 1944—1945 годах погибло 40 592 человека.

### После войны

#### Экономическая и демографическая ситуация в республике

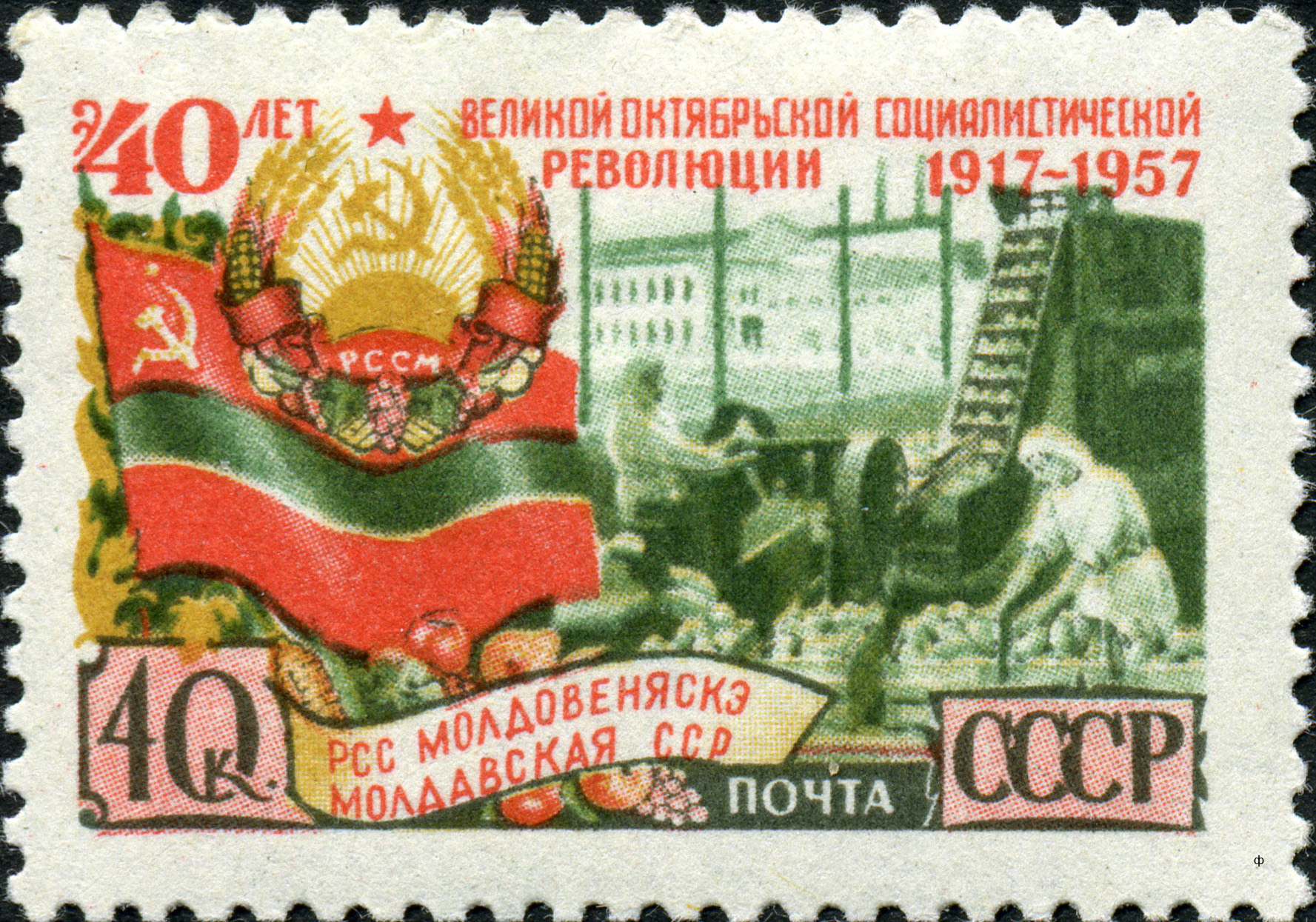
Почтовая марка СССР, 1957 год. 40 лет Октябрьской социалистической революции. Молдавская ССР

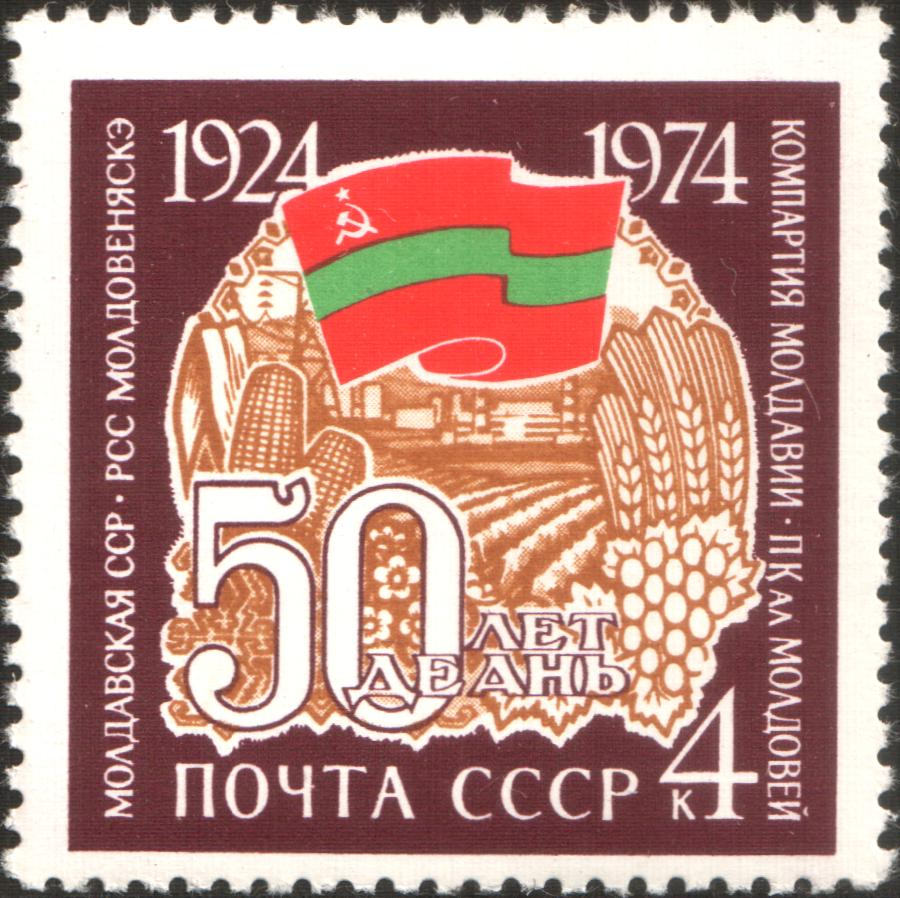
Почтовая марка СССР, 1974 год. 50-летие республики

На восстановление хозяйства Молдавской ССР из государственного бюджета СССР было выделено 448 млн рублей. В первую очередь восстанавливались пути сообщения и мосты через Днестр, взорванные отступившими румынскими войсками. Для восстановления инфраструктуры были выделены части РККА, которым помогали местные жители. 19 сентября все переправы через Днестр были восстановлены, и в республику стал возможным ввоз оборудования и техники. Зимой 1944—1945 годов в Молдавию было ввезено оборудование для 22 крупных предприятий. Молдавии были переданы 20 000 тонн чёрных металлов, 226 000 тонн каменного угля, 51 000 тонн нефтепродуктов. В 1945 году производство составило 48 % по электроэнергии, 36 % по верхнему трикотажу, 84 % по растительному маслу, 16 % по сахару, 46 % по кожаной обуви и 42 % по кирпичу от уровня 1940 года. Было восстановлено 226 колхозов и 60 совхозов. Из других республик СССР, главным образом из РСФСР, в Молдавию были ввезены 17,4 тонн семян, около 17 300 лошадей, 47 700 овец, 10 800 голов крупного рогатого скота, техника для обработки полей и т. д. Однако в связи с начавшимся в 1946 году голодом число скота постоянно уменьшалось. Так, из 25 000 овец и коз, поставленных из РСФСР, к 1947 году уцелело не более 18 000 голов. После депортаций зажиточных крестьян 1949 года коллективным хозяйствам достались их инвентарь, скот, земля, техника и посевы.
Несмотря на это, в Молдавии, как и в остальных регионах СССР, в 1946 году начался голод. 1945 год выдался сухим, а после Великой Отечественной войны в Бессарабии сложилась крайне сложная продовольственная ситуация. В связи с недоеданием резко выросло число преступлений, в основном краж. Из-за сложившегося положения крестьяне отказывались сдавать урожай (в первую очередь хлеб) государству. Иногда такие отказы давались целыми колхозами. Местные власти называли эти происшествия «фактами нездоровых настроений». В связи с этим правительство СССР приняло решение освободить Молдавию от поставок некоторых видов продуктов для Красной Армии и в другие союзные республики. В свою очередь, начиная с 1947 года, из других республик Советского Союза в Молдавию ввозилось дополнительное продовольственное обеспечение.
Сильнее всех в Бессарабии от голода пострадало сельское население Кишинёвского, Бендерского, Кагульского, Бельцкого и Оргеевского уездов. К 10 декабря 1946 года в этих уездах 30 043 крестьян являлись дистрофиками, более половины из них — дети. Значительная часть населения Молдавии страдала безбелковыми отёками. В связи с этим колхозники не могли выходить на работу в поля, оставаясь дома. В отдельных сёлах люди страдали безбелковыми заболеваниями целыми семьями и улицами. Резко выросла смертность, особенно среди сельского населения, которое в Молдавии составляет большинство. Всего за 1945 год погибло 4917 человек, за 1946 г.— 9628 человек. В городах по сравнению с довоенными годами смертность также возросла. В Кишинёве ежедневно на улицах подбирали по 8-12 умерших.
Появилось много беспризорников. Согласно докладам милиции, часто родители из сёл самостоятельно привозили в города своих детей и оставляли их там. Имели место подкидывания маленьких детей в семьи горожан. Из-за голода предпринимались попытки пересечь Прут и попасть в Румынию. Советским пограничникам из 210 бежавших удалось задержать 189 человек. Тех, кто не смог пересечь границу, после задержания выпускали на свободу, но ставили на учёт. В республике наблюдался рост преступности, правоохранительными органами было поймано 10 545 человек, из них только 3 % ранее привлекались к уголовной ответственности.
В 1944—1945 годах промышленность и сельское хозяйство МССР оказывали активную поддержку фронту. Предприятия Бельц снабжали Красную Армию растительным маслом, ремонтировали боевую технику. Рабочие и крестьяне участвовали в строительстве стратегически важных дорог и мостов. В войска 2-го и 3-го Украинского фронтов поставлялись мясо, овощи, хлеб.
Разруха и отсутствие медицинской помощи в Бессарабии в период румынской власти привели к тому, что на момент освобождения было выявлено большое число больных туберкулёзом, сыпным тифом, малярией, дизентерией и т. п. Угрозу массового заражения вод создавали десятки тысяч трупов немецких и румынских солдат. Сапёры взрывали на реке Прут заторы из трупов. С осени 1944 года эпидемиологическая ситуация осложнилась вследствие массового возвращения населения республики и скученности населения из-за нехватки жилья. Зимой 1944—1945 годов началась вспышка тифа, пик которой пришёлся на май 1945 года.
В Молдавии ощущалась острая нехватка медицинского персонала и оборудования. Первичные меры противостояния эпидемиям предприняла медицинская служба 4-й гвардейской армии 2-го Украинского фронта. Потом помощь кадрами, лекарствами и инструментарием оказывалась под руководством правительства СССР. В республику было осуществлено множество безвозмездных поставок из России, прибыли военно-санитарные формирования из Москвы и Одессы. К концу 1945 года большинство сёл было обеспечено банями и дезинфекционными камерами, все подозреваемые в заражении тифом были госпитализированы, началась массовая иммунизация населения.

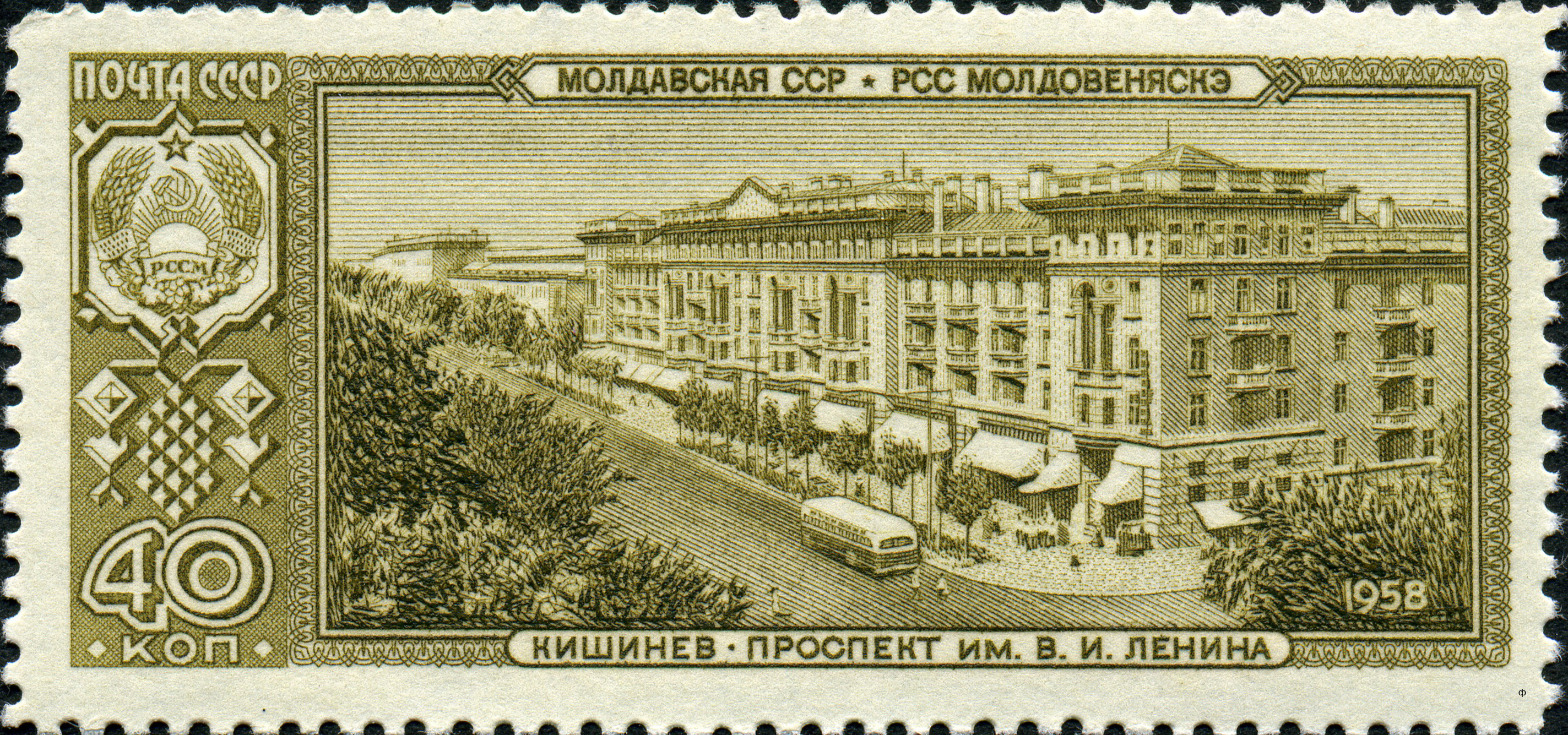
Почтовая марка СССР, 1958 год. Молдавская ССР. Кишинёв. Проспект им. Ленина

#### Политика советских властей. Советизация и депортации
Молдавская ССР осуществляет в западных районах социалистическое переустройство сельского хозяйства. В настоящее время создано 846 колхозов, объединивших 126 000 крестьянских хозяйств, 36,6% пашни. Дальнейшее получение машинной техники позволит в нынешнем году коллективизировать еще 75 —80 тысяч крестьянских дворов. Против развернувшегося социалистического переустройства сельского хозяйства заметно усилилась враждебная деятельность кулацко-националистических элементов и наносит ущерб колхозному строительству. За последний год отмечены многочисленные случаи их подрывной работы, выразившейся в активной антисоветской агитации против коллективизации, организации террористических актов и расправ над сельским партийно-советским активом, поджогах колхозных ферм, поломках сельскохозяйственных машин, хищении колхозного имущества, саботажа хлебозаготовок. В связи с усилением налоговой политики в отношении кулацких хозяйств зарегистрированы многочисленные случаи распродажи кулаками своих хозяйств, выезда их из пределов республики и попыток перехода за границу.
Советское правительство активно укрепляло в Молдавской ССР свою власть, продолжая политику советизации 1940 года, прерванную войной. Вернувшиеся из эвакуации правительство и Верховный совет республики расположились сначала в Сороках, а потом в Кишинёве. Они восстанавливали местные органы власти путём прямого назначения исполнительных комитетов местных Советов. Осенью 1944 года действовали все городские, 60 районных, 1204 сельских, а в Приднестровье ещё 6 уездных исполкомов. Была восстановлена деятельность суда и прокуратуры.
16 июня 1949 года Президиумом Верховного Совета МССР был издан Указ об образовании уездных, городских, районных, поселковых и сельских исполнительных комитетов. 16 октября был издан новый Указ об упразднении уездов и учреждении районов. В декабре 1947 года в Молдавии состоялись первые послевоенные выборы в местные органы самоуправления — Советы. На первой сессии Советов были избраны исполкомы. При исполкомах создавались специальные комиссии и отделы управления.

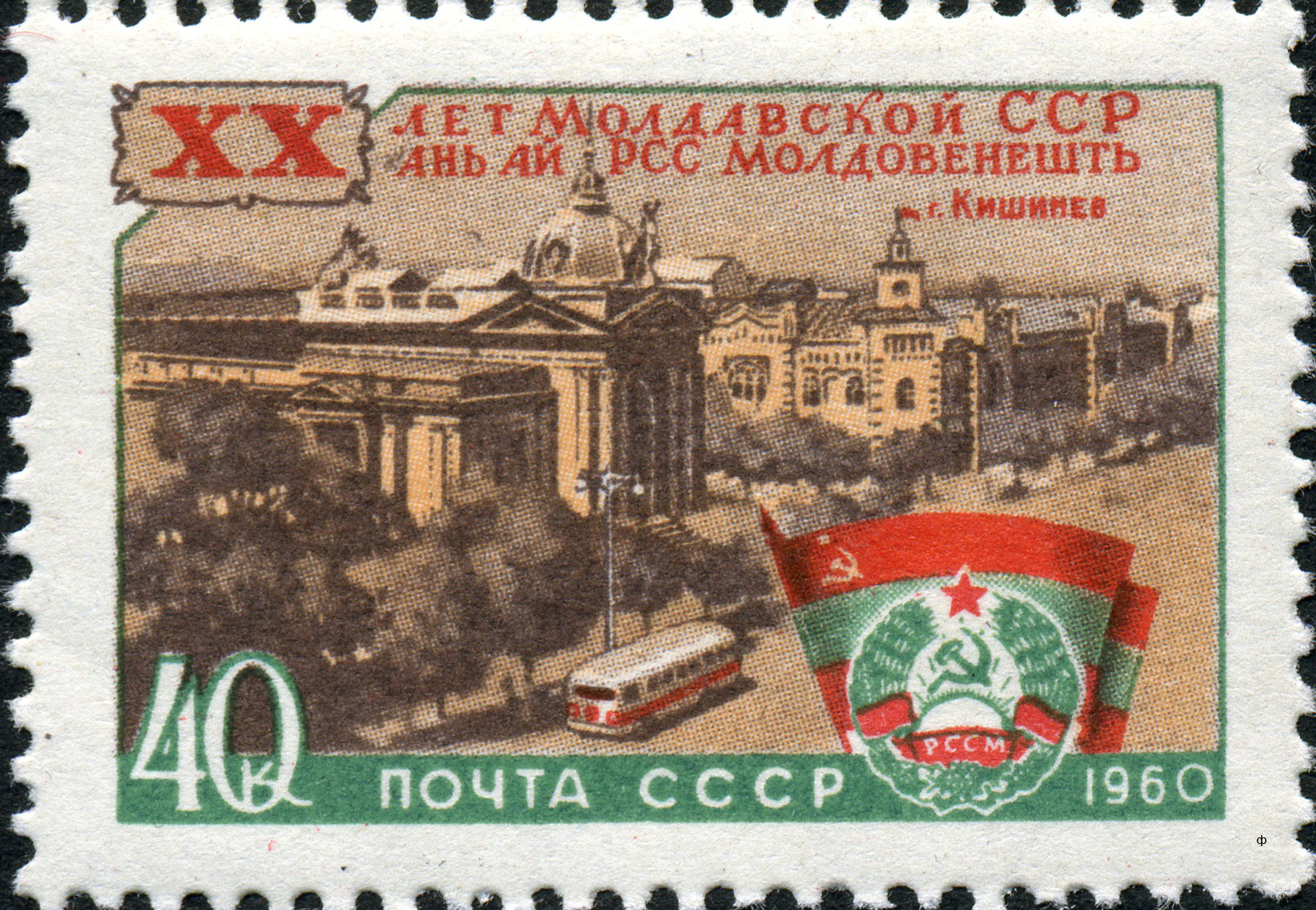
20 лет Молдавской ССР. Почтовая марка СССР, 1960 год.

Крестьяне, имевшие в своём распоряжении большое количество частного имущества, в 1941 году поддержали румын. Вплоть до 1949 года на территории Молдавии этот класс по-прежнему сохранялся. В 1944—1945 годах советское правительство проводило насильственные меры по раскулачиванию таких слоёв населения. Кулаков ставили на учёт в местном участке милиции вместе с их имуществом. Всего по подсчётам советского руководства на территории Молдавской ССР в 1946 году проживало 27 025 частных землевладельцев.
В Молдавии в послевоенные годы в связи с голодом активизировалось антисоветское движение. Так, печатались листовки, в которых призывалось к сопротивлению советскому правительству. Эти листовки распространялись среди сельских жителей, которые наиболее пострадали от голода. Параллельно с антисоветскими печатались и листовки религиозного характера, которые распространялись местными сектами. Подпольная организация прорумынской интеллигенции Лучники Штефана в Сороках насчитывала до 140 человек. Антисоветской агитацией и терактами занималась подпольная организация Филимона Бодиу. Отмечалось и прямое вооружённое сопротивление — наиболее известна организация Armata Neagra 1949—1950 годов.
6 апреля 1949 года Политбюро ЦК ВКП(б) постановило выселить из Бессарабии бывших помещиков, кулаков, предпринимателей, сектантов, лиц, помогавших румынским и немецким оккупантам и лиц, помогавших белогвардейскому движению. Выселение проводилось целыми семьями и получило название «Операция „Юг“». Из Молдавской ССР было выселено 11 280 семей численностью 40 850 человек. Конфискованное имущество было передано во владение колхозов и совхозов, а постройки и дома были проданы частным лицам.
В последующие 47 лет, вплоть до момента провозглашения независимости 27 августа 1991 года, Молдавская ССР находилась в составе Советского Союза.

#### Провозглашение независимости Молдавии

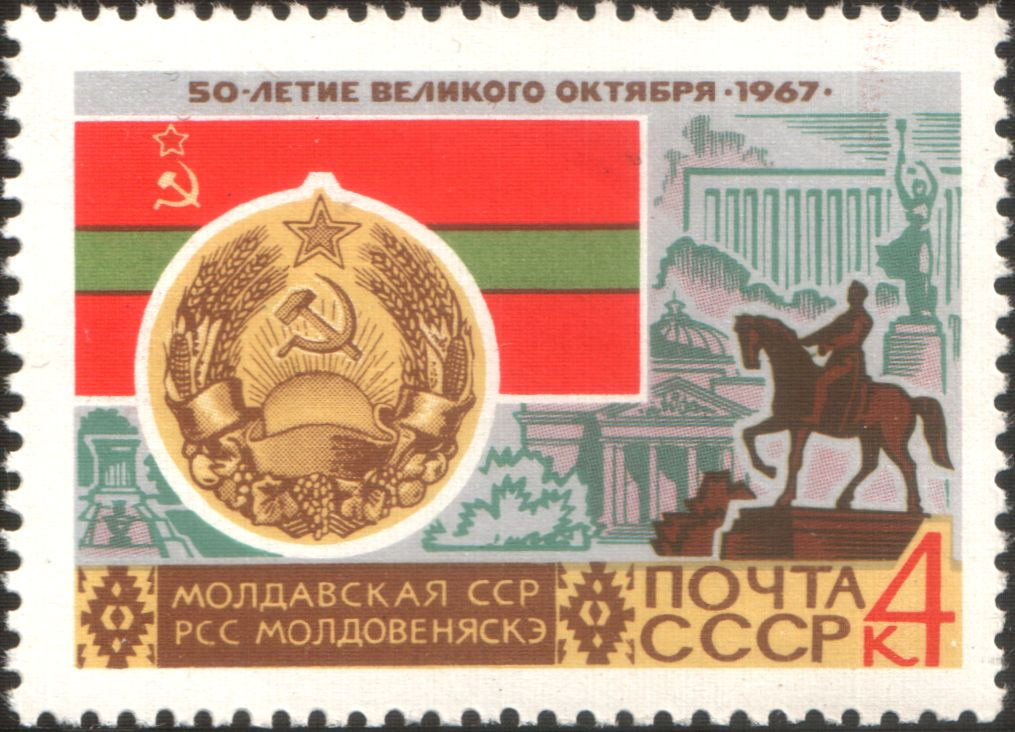
Молдавская ССР. Кишинев. Художник: Н. Андреева / Ю. Левиновский. Марка СССР, номинал — 4коп.

К концу 1980-х годов в Молдавской ССР активизировалось национальное движение, требовавшее демократических перемен и расширения статуса молдавского языка. В рамках этого движения сформировался националистический Народный фронт Молдовы, призывавший к отделению от СССР и объединению с Румынией. 31 августа 1989 года Верховный Совет Молдавской ССР придал молдавскому языку статус единственного государственного языка (русский на следующий день получил статус языка межнационального общения).

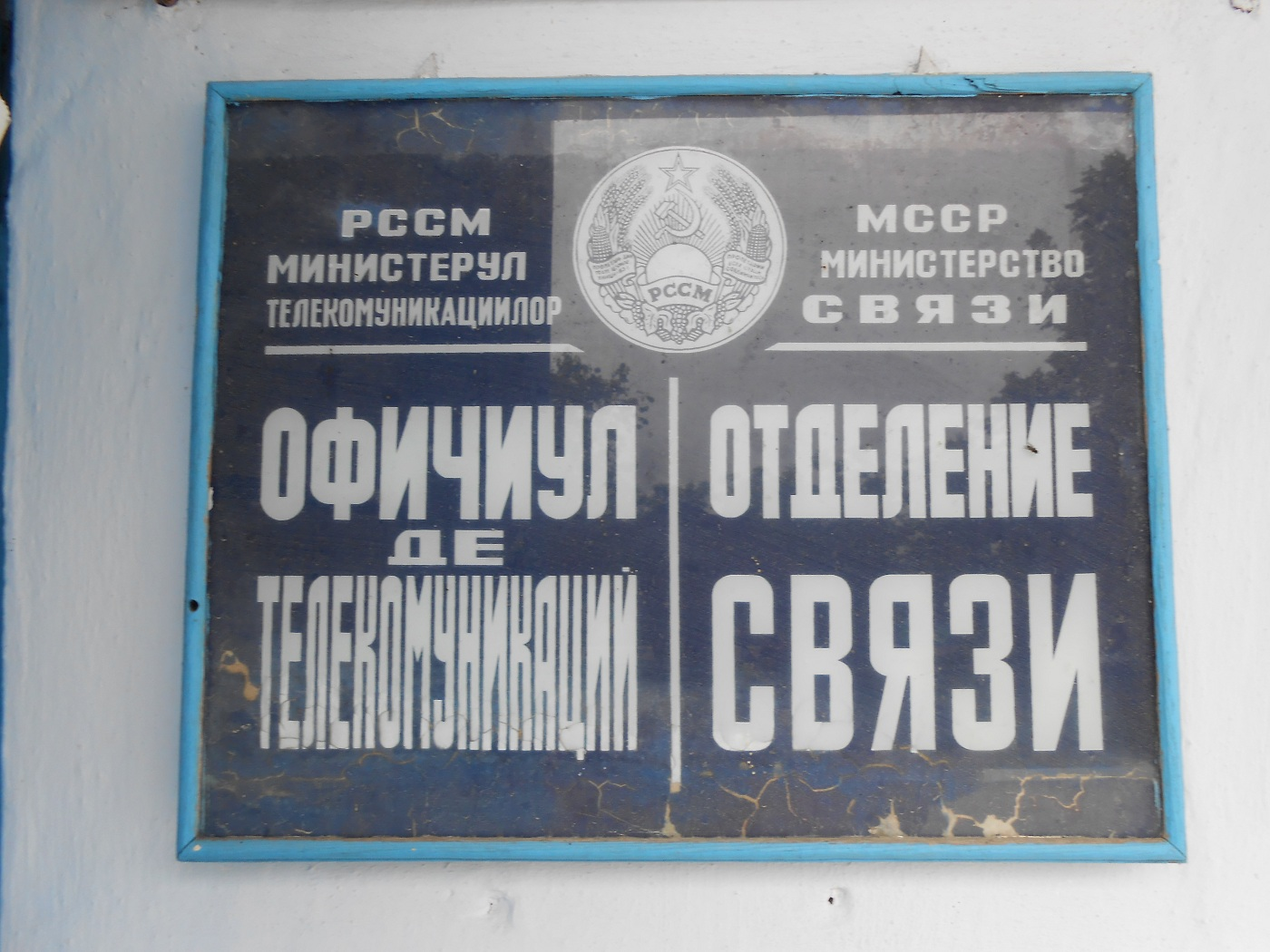
Отделение связи в МССР

5 июня 1990 года Верховный Совет Молдавской ССР внёс изменения в Конституцию. В соответствии с ними название республики — Молдавская Советская Социалистическая Республика — было заменено на Советская Социалистическая Республика Молдова. 23 июня 1990 года ССР Молдова провозгласила суверенитет.
2 сентября 1990 года на II Чрезвычайном съезде депутатов всех уровней Приднестровья, состоявшемся в Тирасполе, было провозглашено создание Приднестровской Молдавской Советской Социалистической Республики (с 1991 года — Приднестровская Молдавская Республика). 25 августа 1991 года Верховный Совет ПМССР принял «Декларацию о независимости ПМССР», которая сохраняла на территории Приднестровья действие Конституции СССР и законодательства СССР.
2 ноября 1990 года Президиумом Верховного Совета ССРМ государственные герб и флаг Молдавии были заменены новыми, основанными на государственных символах Румынии.
17 марта 1991 года был проведён Всесоюзный референдум о сохранении Союза ССР, но органы власти Молдавии бойкотировали проведение референдума на территории республики, поэтому центральные республиканские комиссии референдума не были созданы, и голосование прошло только в воинских частях, в Гагаузии, на левом берегу Днестра и в Бендерах. По итогам референдума из 700 893 проголосовавших за сохранение Советского Союза высказалось 98,3 %.
23 мая 1991 года Верховный Совет ССРМ переименовал ССР Молдова в Республику Молдова, а самого себя — в Парламент Республики Молдова. 27 августа 1991 года парламент Молдавии провозгласил её государственную независимость. Первым президентом независимой Молдавии стал Мирча Снегур. Де-юре Молдавия оставалась в составе СССР вплоть до его окончательного распада в декабре 1991 года, поскольку не были выполнены процедуры, предусмотренные Законом СССР «О порядке решения вопросов, связанных с выходом союзной республики из СССР».

## Административное деление
11 ноября 1940 года уезды Молдавской ССР были поделены на 52 района, ещё 6 районов, доставшихся от Молдавской АССР, находились в непосредственном республиканском подчинении. Также существовали 4 города республиканского подчинения.
Уезды:

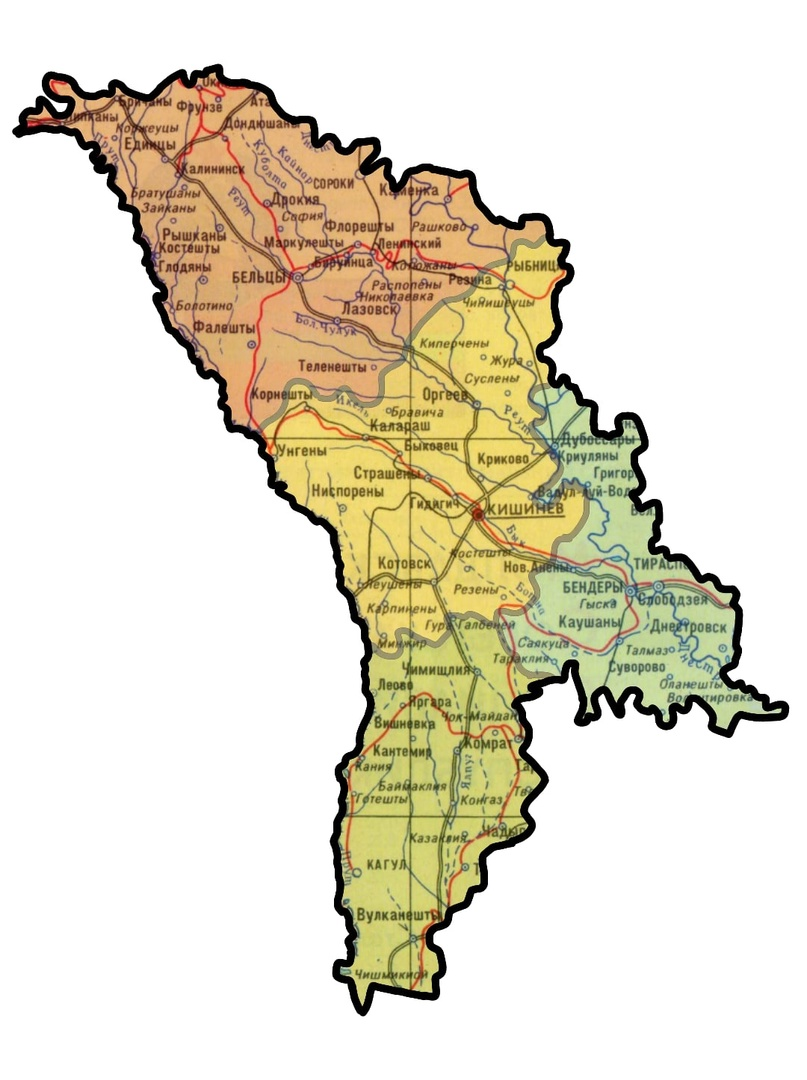
Округа МССР в 1952 году

- Бельцкий (Бельцкий, Болотинский, Братушанский, Бричанский, Глодянский, Единецкий, Кишкаренский, Корнештский, Липканский, Рышканский, Скулянский, Сынжерейский, Унгенский и Фалештский районы)
- Бендерский (Бендерский, Волонтировский, Кайнарский, Каушанский, Комратский, Романовский и Чимишлийский районы)
- Кагульский (Баймаклийский, Вулканештский, Кагульский, Кангазский, Тараклийский и Чадыр-Лунгский районы)
- Кишинёвский (Будештский, Бужорский, Каларашский, Кишинёвский, Котовский, Леовский, Ниспоренский и Страшенский районы)
- Оргеевский (Бравичский, Киперченский, Криулянский, Оргеевский, Распопенский, Резинский, Сусленский и Теленештский районы)
- Сорокский (Атакский, Вертюжанский, Дрокиевский, Згурицкий, Котюжанский, Окницкий, Сорокский, Тырновский и Флорештский районы)

Районы республиканского подчинения:
- Григориопольский, Дубоссарский, Каменский, Рыбницкий, Слободзейский, Тираспольский

Города республиканского подчинения:
- Бельцы, Бендеры, Кишинёв, Тирасполь

26 мая 1941 года в Бендерском уезде образованы ещё 2 района — Бульбокский и Олонештский, общее количество районов увеличено до 60.
В 1946—1947 годах Будештский район переименован в Вадул-луй-Водский, а Бужорский — в Лапушнянский.
16 октября 1949 года уездное деление было упразднено, все районы перешли в непосредственное республиканское подчинение. Появились ещё три города республиканского подчинения: Кагул, Оргеев и Сороки.
31 января 1952 года на территории МССР образованы 4 округа: Бельцкий, Кагульский, Кишинёвский и Тираспольский.
15 июня 1953 года округа МССР упразднены, республике возвращено районное деление. Лапушнянский район переименован в Карпиненский, с городов Кагул, Оргеев и Сороки снят статус города республиканского подчинения.
9 января 1956 года были упразднены Баймаклийский, Болотинский, Бравичский, Бричанский, Вадул-луй-Водский, Волонтировский, Згурицкий, Кангазский, Киперченский, Кишинёвский, Кишкаренский, Корнештский, Распопенский, Скулянский и Сусленский районы; Сынжерейский район переименован в Лазовский.
11 сентября 1957 года Романовский район переименован в Бессарабский.
31 октября 1957 года упразднены Вертюжанский, Кайнарский и Котюжанский районы.
В мае 1958 года упразднены Григориопольский и Слободзейский районы.
В июне—июле 1959 года упразднены Бессарабский, Братушанский, Каменский, Олонештский и Тырновский районы.
В марте 1962 года были ликвидированы Бендерский, Криулянский и Окницкий районы.
19 декабря 1962 года городам Кагул, Оргеев и Сороки возвращён статус города подчинения, и добавлен ещё один город — Рыбница.
25 декабря 1962 года были упразднены Бельцкий, Глодянский, Дрокиевский, Кагульский, Комратский, Липканский, Ниспоренский, Рыбницкий, Сорокский, Страшенский, Тараклийский, Теленештский и Унгенский районы, число районов достигло своего минимума — 18.
2 января 1963 года Атакский район переименован в Дондюшанский.
1 апреля 1963 года Бульбокский район переименован в Новоаненский.
23 декабря 1964 года восстановлены Кагульский, Комратский, Липканский (переименован в Бричанский), Рыбницкий, Сорокский, Страшенский и Унгенский районы, образован новый Суворовский район.
27 декабря 1966 года восстановлены Глодянский, Дрокиевский, Криулянский, Ниспоренский и Теленештский районы.
10 января 1969 года восстановлен Каменский район.
21 июня 1971 года восстановлены Григориопольский и Слободзейский районы, ликвидирован Тираспольский район.
29 июня 1972 года городу Унгены присвоена категория города республиканского подчинения.
20 ноября 1975 года восстановлен Окницкий район.
25 марта 1977 года под именем Кантемирский восстановлен бывший Баймаклийский район, образован новый Кутузовский район.
5 декабря 1979 года восстановлен Бессарабский район.
10 ноября 1980 года восстановлен Тараклийский район, образован новый Шолданештский район.
13 августа 1985 года под именем Думбравенский восстановлен бывший Кайнарский район. Число районов достигло 40.
25 марта 1987 года городу Дубоссары присвоена категория города республиканского подчинения.

## Экономика

### Сельское хозяйство
|                                    | 1940 | 1950 | 1960 | 1970 | 1980 | 1990  |
| ---------------------------------- | ---- | ---- | ---- | ---- | ---- | ----- |
| Пшеница (валовой сбор, тыс. тонн)  | 343  | 362  | 511  | 678  | 971  | 1129  |
| Кукуруза (валовой сбор, тыс. тонн) | 1150 | 565  | 906  | 1387 | 1549 | 886   |
| Сахар (тыс. тонн)                  | 12   | н/д  | 181  | 406  | н/д  | н/д   |
| Овощи (валовой сбор, тыс. тонн)    | 230  | 318  | 478  | 602  | 1340 | 1327  |
| Фрукты (валовой сбор, тыс. тонн)   | н/д  | н/д  | 302  | н/д  | 408  | 578   |
| Плодоовощные консервы (тыс. тонн)  | н/д  | 28   | 160  | 380  | 484  | 728   |
| Виноград (валовой сбор, тыс. тонн) | 176  | 210  | 504  | 689  | 1200 | 1006  |
| Вино (млн декалитров)              | н/д  | н/д  | 13,5 | н/д  | 21,7 | 16,3  |
| Крупный рогатый скот (тыс. голов)  | н/д  | н/д  | н/д  | н/д  | н/д  | 1061  |
| Свиньи (тыс. голов)                | н/д  | н/д  | н/д  | н/д  | н/д  | 1850  |
| Овцы и козы (тыс. голов)           | н/д  | н/д  | н/д  | н/д  | н/д  | 1282  |
| Лошади (тыс. голов)                | н/д  | н/д  | н/д  | н/д  | н/д  | 47    |
| Птица (тыс. голов)                 | н/д  | н/д  | н/д  | н/д  | н/д  | 24625 |
| Молоко (тыс. тонн)                 | н/д  | н/д  | н/д  | н/д  | 1194 | 1511  |
| Мясо, в живом весе (тыс. тонн)     | н/д  | н/д  | н/д  | н/д  | 393  | 530   |
| Яйца (млн штук)                    | н/д  | н/д  | н/д  | н/д  | 874  | 1129  |

## Финансовая система

### Банковская система
Банковская система Молдавской ССР практически полностью повторяла систему Советского Союза, ей руководила Молдавская республиканская контора Госбанка СССР, ей были подчинены 47 отделений Госбанка. Республиканская контора организовывала денежное обращение, производила кредитование и расчётное обслуживание народного хозяйства, финансировала капитальные вложения государственных предприятий и организаций сельского хозяйства, осуществляла выполнение государственного бюджета. Республиканское управление Гострудсберкасс СССР насчитывало 1175 сберегательных касс по всей республике, а Стройбанк в Республике был представлен 12 отделениями и 28 уполномоченными при отделениях Госбанка. На 1980 год в МССР функционировало 2 отделения Внешторгбанка СССР. Объём финансовых акций Госбанка, Стройбанка и управления Главсберкасс в Молдове составлял 6187 миллионов советских рублей.

## Медицина и санаторно-курортные учреждения

### Медицина
Во время Великой Отечественной войны около 80% медицинских и санитарных строений на территории Молдовы были разрушены. После войны Советские власти начали увеличивать расходы на здравоохранение, с 21 миллиона советских рублей (в 1950 году) до 172 миллионов (в 1978 году). В период 1951-1957 годов больницы были объединены с поликлиниками и осуществляли амбулаторное обслуживание района (больницы были расположены зачастую в районных центрах). В 1956-1957 года произошла реорганизация учреждений здравоохранения, произошло увеличение количества больничных коек, при каждом колхозе и совхозе была образована поликлиника (в некоторых случаях больницы). К 1990 году в Молдавской ССР существовало 17 учреждений узкого профиля и 40 районных больниц.
| Наименование \ Год                                      | 1950 | 1960 | 1970 | 1980  |
| ------------------------------------------------------- | ---- | ---- | ---- | ----- |
| Число амбулаторных учреждений                           | 376  | 405  | 428  | 515   |
| Число поликлиник                                        | 236  | 343  | 364  | 339   |
| Число больничных коек на 10 тысяч человек               | 45,1 | 72,3 | 99,1 | 116,6 |
| Число врачей на 10 тысяч человек                        | 10,3 | 14,3 | 20,5 | 29,3  |
| Число медицинских сестёр и акушерок на 10 тысяч человек | 32,6 | 54,0 | 77,3 | 89,5  |

### Санаторно-курортные учреждения
В 1980 году в республике работали следующие учреждения:
- санатории «Советская Молдавия», «Днестр», «Букурия», «Патрия», «Сэнэтате», «Виктория», Детский санаторий Министерства здравоохранения МССР;
- дома отдыха «Солнечный Берег», «Кодру», «Лесной», «Виктория», «Лазурный Берег», «Волна», «Колос», «Чайка», «Жемчужина», «Луминица», «Стругураш», «Нептун».

## Образование и культура

### Дошкольное и среднее образование,детские организации,культура
По состоянию на 1990 год  в республике работали: 
- 1664 средние школы, в которых преподавали около 54 тысяч учителей и обучалось около 734 тысяч учеников, из которых 66 % — на молдавском языке (для сравнения, на апрель 1944 года в республике существовала 581 школа и обучалась 81 тысяча учеников);
- 64 Дворца пионеров и школьников;
- 45 станций юных техников;
- 29 станций юных натуралистов;
- 34 станции экскурсий и туризма;
- 772 пионерских лагеря;
- около 8000 клубов;
- 79 музеев;
- 5 театров (Молдавский государственный театр оперы и балета, Молдавский музыкально-драматический театр имени А. С. Пушкина, Русский драматический театр имени А. П. Чехова, Молдавско-русский драматический театр в г. Бельцы, Республиканский театр кукол «Ли-курич»);
- около 2000 библиотек;
- около 400 читальных залов;
- около 116 тысяч человек участвовали в культурных организациях и объединениях.

По состоянию на 1959 год работало около 732 дошкольных учреждений и 2 тысячи колхозных детских площадок, в которых воспитывалось около 65 тысяч и 160 тысяч детей соответственно.
По состоянию на 1965 год существовало около 700 ученических производственных бригад и около 9000 кружков художественной самодеятельности.

### Высшее и среднее специальное образование
На 1990 год в МССР трудилось около 4,5 тысяч преподавателей вузов
| Наименование цикла\Год          | 1960        | 1990       |
| ------------------------------- | ----------- | ---------- |
| Среднее специальное образование | 17,2 тысячи | 52 тысячи  |
| Высшее образование              | 19,2 тысячи | 55,5 тысяч |

Министерство Высшего и Среднего специального Образования несло ответственность за обеспечение Молдавской ССР специалистами в разных отраслях экономики, и организовывало следующие ВУЗы (на 1987 год) :
- Кишинёвский ордена Трудового Красного Знамени государственный университет имени В.И.Ленина (создан в 1946 году)
- Кишинёвский государственный педагогический институт имени И.Крянгэ (создан в 1940 году)
- Бельцкий государственный педагогический институт имени А.Руссо (создан в 1945 году)
- Тираспольский ордена «Знак Почёта» государственный педагогический институт имени Т.Г.Шевченко (создан в 1930 году в МАССР)
- Кишинёвский политехнический институт имени С.Лазо (создан в 1964 году)
- Кишинёвский государственный медицинский институт (создан в 1945 году)
- Кишинёвский ордена Трудового Красного Знамени сельскохозяйственный институт имени М.В.Фрунзе (организован в 1940 года на базе Факультета сельскохозяйственных наук Ясского университета)
- Молдавский государственный институт искусств
- Молдавская государственная консерватория (Создана в 1940 году, восстановлена в 1984)

### Наука
Ещё в июне 1946 года Президиум АН СССР принял решение о создании в Кишинёве Молдавской научно-исследовательской базы Академии наук СССР. Её директором стал академик Академии наук СССР Вячеслав Волгин. В октябре 1949 научно-исследовательская база была преобразована в Молдавский филиал Академии наук СССР. С 1954 года его возглавил историк Яким Гросул. 2 августа 1961 в Кишинёве состоялось торжественное открытие Академии наук Молдавской ССР. С 1977 по 1989 года президентом Академии был Александр Жученко.
В 1977 году в подчинении Кишинёвского Государственного Университета имени В.И.Ленина была создана Астрофизическая Обсерватория. 
| Физико-технических и Математических Наук                                                  | Биологических и Химических Наук                                            | Общественных Наук                   |
| ----------------------------------------------------------------------------------------- | -------------------------------------------------------------------------- | ----------------------------------- |
| Институт Математики, Вычислительный Центр                                                 | Институт Химии                                                             | Институт Истории                    |
| Институт Физики, Опытный завод, Конструкторско-техническое бюро Твердотельной Электроники | Институт Зоологии и Физиологии                                             | Институт Экономики                  |
| Институт Геофизики и Геологии, Опорная сейсмическая станция "Кишинёв"                     | Институт Физиологии и Биохимии Растений, Комплексная Опытная Станция       | Институт Языка и Литературы         |
| Отдел Энергетической Кибернетики                                                          | Ботанический Сад, Центр по Автоматизации Научных Исследований и Метрологии | Отдел Философии и Права             |
| Отдел Энергетической Кибернетики                                                          | Отдел Генетики Растений                                                    | Отдел Философии и Права             |
| Отдел Энергетической Кибернетики                                                          | Отдел Микробиологии                                                        | Отдел Философии и Права             |
| Отдел Энергетической Кибернетики                                                          | Отдел Палеонтологии и Биостратиграфии                                      | Отдел Этнографии и Искусствоведения |
| Отдел Энергетической Кибернетики                                                          | Отдел Географии                                                            | Отдел Этнографии и Искусствоведения |

## Население
Национальный состав, тыс. чел.:
| Национальность | 1959 | 1970 | 1979 | 1989 |
| -------------- | ---- | ---- | ---- | ---- |
| молдаване      | 1887 | 2304 | 2526 | 2795 |
| украинцы       | 421  | 507  | 561  | 600  |
| русские        | 293  | 414  | 506  | 562  |
| гагаузы        | 96   | 125  | 138  | 153  |
| евреи          | 95   | 98   | 80   | 66   |
| болгары        | 62   | 74   | 81   | 88   |
| цыгане         | 7    | 9    | 11   | 12   |
| белорусы       | 6    | 10   | 14   | 20   |

За время Советской власти население Молдавии росло более быстрыми темпами, чем в среднем по СССР. Это обусловлено более высоким естественным приростом населения Молдавии по сравнению с СССР в целом и положительной миграцией населения республики.

## Руководство
Высшее руководство в Молдавской ССР после её вхождения в СССР в 1940 году до многопартийных выборов в 1990 году осуществляла Коммунистическая партия Молдавии в составе КПСС. Высшим органом Компартии Молдавии был Центральный Комитет (ЦК), и Первый секретарь ЦК КП Молдавии был фактическим руководителем республики в 1940—1990 годах.
- Бородин, Пётр Григорьевич (15 августа 1940 — сентябрь 1942)
- Салогор, Никита Леонтьевич (и. о.) (сентябрь 1942 — 18 июля 1946)
- Коваль, Николай Григорьевич (18 июля 1946 — 26 июля 1950)
- Брежнев, Леонид Ильич (26 июля 1950 — 25 октября 1952)
- Гладкий, Дмитрий Спиридонович (25 октября 1952 — 6 февраля 1954)
- Сердюк, Зиновий Тимофеевич (6 февраля 1954 — 29 мая 1961)
- Бодюл, Иван Иванович (29 мая 1961 — 22 декабря 1980)
- Гроссу, Семён Кузьмич (22 декабря 1980 — 16 ноября 1989)
- Лучинский, Пётр Кириллович (16 ноября 1989 — 27 апреля 1990)

После выборов в апреле 1990 года сформировалась коалиция из некоммунистического «Народного фронта» и части членов руководства Компартии Молдавии, отказавшихся от коммунистической идеологии. Это нашло отражение в разделении руководящих постов: во главе законодательной власти встали «бывшие коммунисты», а исполнительной — представители «Народного фронта».
Глава республики в 1990-91 годах:
- 27 апреля 1990 — 3 сентября 1990 г.— Мирча Снегур как Председатель Верховного совета Молдовы;
- с 3 сентября 1990 г.— Мирча Снегур как Президент Молдовы.

Председатели Совета министров в 1990-91 годах:
- 25 мая 1990 — 28 мая 1991 г.— Мирча Друк;
- с 28 мая 1991 г.— Валерий Муравский.

Высшим законодательным органом Молдавской ССР в 1940—1991 годах был однопалатный Верховный Совет, депутаты которого (кроме выборов 1990 года), после обязательного одобрения руководством Компартии Молдавии, избирались на безальтернативной основе на 4 года (с 1979 года — на 5 лет). Верховный Совет не был постоянно действующим органом, его депутаты собирались на сессии продолжительностью в несколько дней 2-3 раза в год. Для ведения повседневной административной работы Верховный Совет избирал постоянно действующий Президиум, номинально выполнявший функции коллективного главы республики.
| Годы                    | Председатель    |
| ----------------------- | --------------- |
| 10.02.1941—28.03.1951   | Ф. Г. Бровко    |
| 28.03.1951—03.04.1963   | И. С. Кодица    |
| 03.04.1963—10.04.1980   | К. Ф. Ильяшенко |
| 10.04.1980—24.12.1985   | И. П. Калин     |
| 24.12.1985—29.07.1989   | А. А. Мокану    |
| 29.07.1989 — 17.04.1990 | М. И. Снегур    |

| Годы                  | Председатель       |
| --------------------- | ------------------ |
| 1940—07.1945          | Т. А. Константинов |
| .07.1945—19.07.1946   | Н. Г. Коваль       |
| 19.07.1946—23.01.1958 | Г. Я. Рудь         |
| 23.01.1958—15.04.1970 | А. Ф. Диордица     |
| 15—24.04.1970 и. о.   | Г. Ф. Антосяк      |
| 24.04.1970—01.09.1976 | П. А. Паскарь      |
| 01.09.1976—31.12.1980 | С. К. Гроссу       |
| 31.12.1980—24.12.1985 | И. Г. Устиян       |
| 24.12.1985—10.01.1990 | И. П. Калин        |
| 10.01—24.05.1990      | П. А. Паскарь      |